# M/S Optima Seaways
M/S Optima Seaways är ett Ro-pax-fartyg som går mellan Karlshamn och Klaipėda för DFDS. Levererad 1999 som M/S Alyssa var hon ett av de första fartygen i en mycket lång och framgångsrik serie Ropax-fartyg av Visentini.

## Historik
Fartyget levererades i augusti 1999 till Royal Maritime Ltd och utchartrades till Cotunav för trafik mellan Tunisien och Europa som M/S Alyssa. År 2000 blev hon utchartrad till Cia, Trasmediterranea för trafik mellan Mallorca och spanska fastlandet. År 2001 blev hon utchartrad till Stena Line, omdöpt till M/S Svealand och insattes för Scandlines mellan Trelleborg och Travemünde. 2003 flyttades hon till linjen Kiel-Klaipeda. År 2004 såldes hon till Stena Line. 2006 utchartrades hon till TT-Line och gick tillfälligt åter på linjen Trelleborg-Travemünde. Senare samma år såldes hon till Lisco (DFDS), omdöptes till M/S Lisco Optima och gick tillbaka i trafik mellan Kiel och Klaipeda. Från och med 2009 blev hon även insatt på linjen Karlshamn-Klaipeda, där hon huvudsakligen gått sedan dess, med undantag av en period 2011 då hon åter trafikerade Kiel. I april 2012 omdöptes hon till M/S Optima Seaways.  
När fartyget ankom Karlshamn den 6 januari 2019 gick hydrauliken till akterrampen sönder och man fick rekvirera kranar för att få ner rampen så att man kunde lossa fartyget. Fartyget togs åter i trafik den 14 januari.